# Amàlia Roig Blasco
 Amàlia Roig Blasco  (Vinaròs, 1959) és una escriptora en llengua catalana que ha exercit de professora i de psicòloga a Barcelona. El 2018 va guanyar el Premi de Narrativa Memorialística Ciutat de Benicarló per l’obra Alfred Giner Sorolla. La passió i la lucidesa, assaig sobre el científic i poeta vinarossenc. Entre les activitats culturals que dinamitza cal destacar la presidència de l’associació Dijous d’Arts i la direcció de l’espai literari Les Ones a RàdioSer.

## Obres
- Un viatge fora forat, Entre el Delta i les Columbretes [6] Benicarló: Onada Edicions, 2009, 192 p.
- Xarxa prima [7] Benicarló: Onada Edicions, 2015, 168 p.
- Alfred Giner Sorolla. La passió i la lucidesa [8] Benicarló: Onada Edicions, 2018, 208 p.
- Guia sentimental del Maestrat [9] Benicarló: Onada Edicions, 2021, 264 p.
- Ítaca i el japonès [10] Benicarló: Onada Edicions, 2024.

## Obres col·lectives
- 10 de dones[11] València: Escola Valenciana, 2018.
- El meu poble i jo[12] Vinaròs: Editorial Antinea, 2023.